# L. Neil Smith
Lester Neil Smith [ˈlɛstəɹ ˈniːl ˈsmɪθ] (* 12. Mai 1946 in Denver, Colorado; † 27. August 2021 in Fort Collins, Colorado) war ein US-amerikanischer Science-Fiction-Autor, politischer libertärer Aktivist und Globalisierungskritiker.

## Leben
Lester Neil Smith beschäftigte sich mit dem alternativen Verlauf der Geschichte und ist der Erfinder einer Parallelwelt, des so genannten Gallatin-Universums, in dem die US-amerikanische Geschichte im 18. Jahrhundert durch einen Zufall einen anderen Verlauf nahm. Im Gallatin-Universum wurde George Washington während der Whiskey-Rebellion standrechtlich erschossen, worauf Albert Gallatin zum Präsidenten wurde. So konnten die Vereinigten Staaten von Nordamerika nicht entstehen und an ihre Stelle tritt ein lockerer Staatenverband mit einer anarchistischen Staatsform. Bekannt ist er außerdem für drei Geschichten um die Figur des Lando Calrissian aus dem Star-Wars-Universum.
Für vier seiner Romane erhielt er den Prometheus Award der Libertarian Futurist Society, den er 1979 selbst ins Leben gerufen hatte, für den besten Roman des Jahres. Diese waren:
- 1982: The Probability Broach
- 1994: Pallas
- 2001: The Forge of the Elders
- 2005:  The Probability Broach: The Graphic Novel, Special Award

2016 erhielt er den Prometheus Special Award für sein Lebenswerk.

## Werke (Auswahl)
- Aus dem Gallatin-Universum:
  - The Probability Broach, 1980 (dt.: Der Durchbruch, übersetzt von Irene Holicki, Heyne Verlag (Taschenbuch: 4250), ISBN 3-453-31231-7)
  - The Venus belt,  (dt.: Der Venus-Gürtel, Heyne Verlag (Taschenbuch: 4251) ISBN 3-453-31232-5)
  - Their majesties' bucketeers, (dt.: Ihrer Majestäten Kübeliere, Heyne Verlag (Taschenbuch: 4252) ISBN 3-453-31234-1)
  - The Nagasaki Vector, (dt.: Der Nagasaki-Vektor, Heyne Verlag (Taschenbuch: 4253) ISBN 3-453-31235-X)
  - Tom Paine Maru, (dt.: Tom Paine Maru, Heyne-Verlag (Taschenbuch 4281) ISBN 3-453-31291-0)
  - The Gallatin divergence, (dt.: Die Gallatin-Abweichung Heyne Verlag (Taschenbuch 4282) ISBN 3-453-31292-9)
  - The American Zone, bisher nicht auf Deutsch.

- Aus dem Star-Wars-Universum:
  - Lando Calrissian – Rebell des Sonnensystems (1994) (3 Romane)
    - Die Geistharfe von Sharu
    - Der Flammenwind von Oseon
    - Die Sternenhöhle von Thon Boka

### Sachbuch
- Down with Power: Libertarian Policy in a Time of Crises, 2012